# Јеврејско гробље у Верингу
Јеврејско гробље у Верингу, отворено 1784. године, било је главно гробље припадника бечке јеврејске заједнице (Israelitische Kultusgemeinde Wien). Поред гробља Светог Марка, то је последње преостало гробље у Бечу у бидермајерском стилу. Након затварања 1880-их, делимично је уништено за време Трећег рајха, а сада је само делимично доступно због погоршања стања. Дуготрајна расправа о обнови гробља води се од 2006. године између стручњака, као и политичара на савезном и локалном нивоу.

## Локација
Првобитно је гробље било део бечког предграђа Веринг. Данас, међутим, због промена административних окружних граница, гробље, упркос свом имену, више није део 18. бечког округа Веринг, већ припада Доблингу, 19. округу.

## Историја
Због санитарне уредбе Светог римског цара Јосифа II, свако гробље у Бечу унутар градских зидина морало је бити затворено. Уместо старих локалних гробаља која су се развила око парохијских цркава, нова гробља су изграђена изван градских зидина. Овом мером била је погођена и јеврејска заједница која је одржавала гробље Росау унутар града. Ово гробље је такође било затворено. Из тог разлога, 1784. године јеврејска заједница је прибавила земљиште од 2 хектара одмах поред новоизграђеног Општег гробља у Верингу, где су исте године отворили ново јеврејско гробље, ограђено зидом. Првобитно се гробље састојало само од дела западно од улаза, међутим, двапут је проширено на исток, куповином околних парцела. Све до завршетка изградње јеврејског дела Централног гробља 1879, овде је постављено између 8000 и 9000 гробних места.
За разлику од јеврејског гробља у Росауу, где се могу наћи само хебрејски натписи, на гробљу у Верингу постоје надгробни споменици са хебрејским као и немачким натписом. Неколико последњих, спорадичних сахрана обављено је у породичним гробницама крајем 1880-их. После тога на гробљу више није било сахрањивања. Око 1900. године усред неискоришћеног гробља засађен је дрворед липе.
Суседно Опште гробље у Верингу било је растављено 1920-их и претворено у Верингер парк. С друге стране, јеврејско гробље је остало нетакнуто, због јеврејских закона о светом земљишту. У нацистичком периоду, међутим, значајан део гробља је уништен. Отприлике 1.500–2.000 гробница уништено је припремом терена за ватрогасно језеро које никада није изграђено. Јеврејска заједница је претходно ексхумирала одређени део гробница, а земне остатке је превезла на Централно гробље након масовног организовања камиона и горива, где су сахрањени у масовној гробници. Материјал за ископ језера коришћен је за грађевинске радове на тргу Урбан-Лориц. Посмртне остатке још 200 мртвих, нацисти су донели у Природњачки музеј у Бечу на анализу и истраживање у области „расних студија“. Посмртни остаци су касније такође покопани на Централном гробљу. Током 1942. године, уследила је експропријација целе парцеле; јеврејска заједница била је принуђена да гробље прода граду. Након што је храбри градски службеник територију гробља прогласио уточиштем за птице, барем је преостало земљиште могло бити сачувано.
После Другог светског рата гробље је након обимних преговора враћено јеврејској заједници, али уништени део морао је да буде дат граду у замену. Након тога је град одлучио да развије земљиште које је јефтино стечено као травњак; затим је 1960-их година конструисао зграде „Артур Шницлер“, стамбени објекат. У међувремену је почело брзо пропадање гробља, јер јеврејска заједница није могла да приушти да га одржава. Чак и након што се Република Аустрија 2001. године, Вашингтонским споразумом, обавезала да пружи помоћ за очување и рестаурацију јеврејских гробаља, нису предузети кораци ка очувању овог гробља. Исплате Републике Аустрије јеврејској заједници за одржавање јеврејских гробља користе се за очување два јеврејска дела Централног гробља, и као такве, једва да има расположивих средстава за одржавање јеврејског гробља у Верингу. Чак и након изјаве бечког комесара за реституцију Курта Шолца да ће коришћење овог места као парка бити омогућено, оборено је само неколико трулих стабала. Након позива бечких Зелених за чишћење гробља, крајем фебруара 2006. године градски већник одговоран за градске финансије, Сеп Ридер (Социјалдемократска партија), предложио је као решење фондацију, у којој би федерација, град и приватни донатори имали улог. Међутим, у јуну 2006. градоначелник Михаел Хојпл позвао је савезну владу да плати поправке, описујући сваки могући допринос државе као "добровољни допринос". Конкретни кораци стога нису предузети. Како није било даљег одржавања популације дрвећа, и остали надгробни споменици су уништени олујом Кирил. Почетком 2007. године, јеврејска заједница проценила је трошкове поправке гробља на 14 милиона евра и планирала је да кућу домара претвори у кућу за састанке. У јануару 2007. године, заједно са заводом Едукулт, јеврејска заједница покренула је иницијативу која је предвиђала објављивање књиге и фото календара, као и изложбу, која би допринела обнављању имовине. Поред тога, до тада нередовни обиласци гробља са водичем сада се нуде на месечном нивоу. Дана 2. марта 2007, Социјалдемократска партија (СПО) и Аустријска народна партија (ОВП) коначно су се сагласиле на предлог Зелених у градској скупштини да град треба да уклони „највеће опасности и штете“ на гробљу преко градске агенције за хортикултуру. Међутим, да би могао дугорочно да обнови и сачува имовину, град Беч се у великој мери ослања на учешће федерације. Председница Националног савета Барбара Прамер са радном групом представника федерације, савезних држава и локалних власти планира формулисање свеаустријског решења.

## Изглед гробља и гробова

### Изглед
Уласком на гробље, са леве стране налази се објекат који се раније користио за припрему тела покојника према јеврејским обредима. То је пример неокласичне архитектуре, који је саградио Јозеф Корнхаузел. Улаз окренут према улици је зазидан, али је зграда углавном још увек добро очувана. Старији део гробља је лево од улаза; авенија липа одваја овај старији део од новијег дела који је касније стечен. Старији део садржи гробове историјски релевантних људи као што су Фани фон Арнштајн и породица Епштајн. Сефардски део налази се са обе стране главне авеније у северном делу. Дуж саме главне авеније налазе се гробови свештеника. У новијем делу гробља сахрањени су углавном људи сиромашнијег порекла; због јефтинијих материјала од којих су ови надгробни споменици начињени, ерозијом су знатно више погођени. Овде постоји и одељак у коме су сахрањена одојчад, као и мајке умрле на порођају. Породичне гробнице племенитих Јевреја, пак, налазе се уз зид гробља у северном делу.

### Сефардски одсек
У 18. веку Јеврејима у принципу није било дозвољено да бораве у Бечу. Међутим, изузетак су били Сефардски Јевреји из Османског царства, којима је било дозвољено да тамо бораве као османски поданици према Уговору из Пасаровица. Преко Сефарда, Беч се развио у важно средиште оријенталне трговине између Османског царства и сефардских заједница из Амстердама, Хамбурга и Копенхагена. Однос сефардских Јевреја према Османском царству огледа се у гробницама на јеврејском гробљу у Верингу. Уз оријенталну архитектуру и украсе гробова, посебно маузолеји имају значај који је јединствен за средњу Европу.

## Стање очуваности
Будући да су готово сви рођаци особа сахрањених на гробљу убијени у Холокаусту или су морали да емигрирају, није остао нико ко би могао да одржава гробље. Због својих ограничених средстава, јеврејска заједница такође није у могућности да значајно допринесе очувању. Будући да град Беч и аустријска влада за његово одржавање нису издвојили скоро никаква средства, гробље је у крајње запуштеном стању. Због великог броја старих стабала, и делимично отворених гробних места, посета гробљу је тренутно могућа само након потписивања одрицања од одговорности са јеврејском заједницом. Председник јеврејске заједнице Ариел Музикант и Курт Шолц, повереник за реституцију, проценили су трошкове обезбеђивања сигурног приступа гробљу на 400-800.000 евра. Осим орезивања старијих стабала, последњих година нису предузете никакве мере очувања. Делови гробља постали су неприступачни због изразито присутног грмља и ниског растиња. Поред тога, раст корења дрвећа померио је надгробне споменике, од којих су неки и пропали у земљу. Надгробни споменици и даље се оштећују падом дрвећа или трулим гранама. Додатна озбиљна оштећења појављују се на гробовима од фактора животне средине као што су киселе кише, мраз и вегетација. Припадници екстремне деснице такође су оштетили надгробне споменике, нарочито површине камена пешчара. Због тога је јеврејска заједница осигурала зидове ограде гробља бодљикавом жицом и уграђеним сломљеним стаклом.